# Nils Eriksen
Nils Kristian „Påsan“ Eriksen (* 5. März 1911 in Gjerpen; † 5. Mai 1975 in Moss) war ein norwegischer Fußballspieler.

## Karriere

### Verein
Eriksen verbrachte seine Spielerkarriere von 1930 bis 1939 beim Odds BK in Skien. Mit diesem Verein gewann er 1931 den norwegischen Fußballpokal. 1939 wechselte er zu Moss FK, wo er bis zu seinem Karriereende 1941 spielte.

### Nationalmannschaft
Zwischen 1931 und 1939 absolvierte Eriksen 47 Länderspiele für Norwegen, in denen er ohne Torerfolg blieb.
Bei den Olympischen Spielen 1936 in Berlin stand er im Aufgebot seines Heimatlandes. Er wurde in allen Spielen eingesetzt und gewann mit Norwegen die Bronzemedaille.
Anlässlich der Fußball-Weltmeisterschaft 1938 in Frankreich wurde Eriksen in das norwegische Aufgebot berufen und kam im Achtelfinalspiel gegen Weltmeister Italien zum Einsatz.

## Erfolge
- Olympische Bronzemedaille: 1936
- Norwegischer Pokalsieger: 1931